# Cantonul Albi-Nord-Est
Cantonul Albi-Nord-Est este un canton din arondismentul Albi, departamentul Tarn, regiunea Midi-Pyrénées, Franța.

## Comune
| Comune              | Populație (1999) | Cod poștal | Cod INSEE |
| ------------------- | ---------------- | ---------- | --------- |
| Albi                | 4.915 (1)        | 81000      | 81004     |
| Arthès              | 2.507            | 81160      | 81018     |
| Le Garric           | 1.242            | 81450      | 81101     |
| Lescure-d'Albigeois | 4.424            | 81380      | 81144     |

1. ↑   https://www.legifrance.gouv.fr/jo_pdf.do?id=JORFTEXT000000332228&pageCourante=04152 Lipsește sau este vid: |title= (ajutor)